# Alberto Pedro Calderón
Alberto Pedro Calderón (Mendoza, 14 de septiembre de 1920 - Chicago, 16 de abril de 1998) fue un matemático argentino considerado como uno de los más importantes del siglo XX. Junto a su mentor, el analista Antoni Zygmund, desarrollaron la teoría innovadora de operadores definidos por integrales singulares, creando así la "Escuela de Análisis Matemático de Chicago". Este ha sido uno de los movimientos más influyentes en la matemática pura, pero con notables aplicaciones en la ciencia al igual que en la ingeniería. 
El trabajo de Calderón ha cambiado el panorama del análisis matemático y ha tenido un fuerte impacto en las aplicaciones prácticas tales como el procesamiento de señales, la geofísica, la tomografía, y otras áreas de la ciencia. Su obra abarca un rango muy amplio en una variedad de temas: desde operadores definidos por integrales singulares hasta ecuaciones diferenciales en derivadas parciales, desde la teoría de interpolación hasta las integrales de Cauchy sobre las curvas de Lipschitz, desde la teoría ergódica hasta problemas inversos en la prospección eléctrica.

## Primeros años
Calderón nació el 14 de septiembre de 1920 en Mendoza, Argentina, en el seno de un familia acomodada. Su padre, Don Pedro, era un médico urólogo y su madre, Haydée, era una mujer de espíritu libre y quien fue la primera mujer en Mendoza que condujo un coche. Se educó en un ambiente culto donde predominaba la música clásica. Al darse cuenta de cuán dotado era Alberto, su padre, durante la cena, retaba al chico a hacer cálculos rápidos con la mente, o de manera alternativa tocaba música clásica para él y para su hermana mayor, Nenacha. El propio Alberto comentaría:

Con esa experiencia mi padre creó en mi mente un vínculo entre la aritmética y la música cuya belleza me emocionaba.

Es entonces que Calderón fue enviado, junto a su hermana, a estudiar música. Logró aprender a tocar el piano, su otra gran afición. Aunque nunca se sentó frente al teclado para los demás, la música era una suerte de meditación interior.
Tempranamente, se interesa en las cosas mecánicas y en la ingeniería. Tras la muerte inesperada de su madre, su padre decide apoyar su vocación y lo envía, a la edad de doce años, al instituto Montana Knabeninstitut en Suiza, un internado para varones cerca de Zúrich. La idea era educarlo en la que era considerada en esa época la mejor escuela de ingeniería en el mundo, el ETH (Eidgenössische Technische Hochschule) en Zúrich. Aquí Calderón se encuentra con su destino en la persona del Profesor Save Bercovici, quien despertó en Alberto su verdadera vocación: su pasión por la matemática. Después de haber cometido un acto de travesura en la presencia del profesor, Alberto esperaba ser castigado. Sin embargo, su profesor de matemática prometió perdonarlo si era capaz de resolver el siguiente problema geométrico: con la sola ayuda de una regla y un compás debería construir un triángulo isósceles dada la altura y la suma de la longitud de la base y uno de sus lados. Alberto resolvió el problema y el profesor Bercovici se volvió su mentor y la matemática se convirtió definitivamente en el centro de su vida mental.
A los catorce años, Calderón regresó a la Argentina, donde terminó sus estudios de secundaria en Mendoza en el colegio Agustín Álvarez. Pero los dos años que Alberto pasó en Suiza como estudiante fueron una experiencia que transformó su vida y que contribuyó (en no poca medida) a la producción de sus intereses intelectuales y confianza en sí mismo que mostraría toda su vida.
Más tarde, después volver a casarse, transfirió el mismo conjunto de habilidades a su hijo menor, Calixto Pedro Calderón, convirtiéndose también en un matemático brillante. Por lo tanto, Don Pedro, sin duda, debe haberse suscrito a la famosa frase de Leibniz: " La música es un ejercicio aritmético ocultado del alma que no sabe que está contando".

## Carrera

### Educación universitaria
Persuadido por su padre de que no podía ganarse la vida como un matemático, ingresó en la Universidad de Buenos Aires y estudió ingeniería civil, obteniendo su título en 1947. Después de graduarse como ingeniero consiguió un trabajo en el laboratorio de investigación de la división de geofísica de la creciente compañía petrolera estatal, YPF, pero nunca abandonó la matemática, su gran pasión. Conoció a los matemáticos de la Universidad de Buenos Aires: Julio Rey Pastor, el primer profesor en el Instituto de Matemáticas, y a su ayudante Alberto González Domínguez (quien se convirtió en su mentor, un gran admirador y amigo cercano), y a los brillantes jóvenes refugiados españoles Luis Santaló y Manuel Balanzat. El trabajo en el laboratorio era interesante y estimulante. De hecho, fue en este laboratorio que Alberto concibe la posibilidad de determinar la conductividad de un cuerpo al hacer mediciones eléctricas en el contorno del mismo, aunque fue hasta varias décadas después, en 1980, que publicó sus resultados en un pequeño artículo brasileño, (véase también On an inverse boundary value problem y el comentario hecho por Gunther Uhlmann) que fue pionera en una nueva área de investigación matemática sobre los "problemas inversos". 
Dos acontecimientos fueron decisivos para determinar el futuro matemático de Alberto. En primer lugar, en el Laboratorio de YPF, su supervisor le hizo su vida muy difícil (sobre todo después de darse cuenta de que, en su tiempo libre, Alberto leía apasionadamente "Topología de Kuratowski ") Alberto renunció y la Universidad de Buenos Aires le ofreció trabajo inmediatamente. En segundo lugar, Antoni Zygmund, uno de los principales analistas matemáticos del mundo y profesor de la Universidad de Chicago, llegó a la Universidad de Buenos Aires en 1948, por invitación del Dr. Alberto González Domínguez y Calderón fue asignado como su asistente. Su gran talento matemático fue en poco tiempo descubierto, y Zygmund invitó a Calderón a Chicago para trabajar con él. En efecto, Calderón llegó a Chicago en 1949, con una beca Rockefeller, con el único fin de trabajar con Zygmund, no en búsqueda de un título universitario. Pero la intervención de Marshall Stone, (un director más visionario), le animó a obtener un doctorado, sin el cual la carrera académica de Calderón hubiera sido obstaculizada. Cortando a través de la burocracia de una manera brillante, Stone sugirió que Calderón juntara tres de sus últimos artículos publicados en su tesis y, de esta manera Calderón fue capaz de obtener su doctorado en matemáticas bajo la supervisión de Zygmund en 1950, sólo un año después de llegar a Chicago. La disertación resultó trascendental: cada uno de los tres documentos había dado respuesta a un problema, que hasta ese entonces, permanecía no resuelto dentro de la teoría ergódica o análisis armónico.
En 1950, Calderón se casó con Mabel Molinelli Wells, una matemática graduada a quien había conocido cuando ambos eran estudiantes en la Universidad de Buenos Aires. Tuvieron una hija, María Josefina, que ahora vive en París y un hijo, Pablo, que vive en Connecticut.

### Trayectoria científica
Entre 1949 y 1957, Calderón se desempeñó como profesor en la Universidad de Ohio y en el Instituto Tecnológico de Massachusetts y trabajó en el Instituto de Estudios Avanzados de Princeton. También visita Argentina con frecuencia, en calidad de profesor visitante e investigador superior del CONICET, y otros países en América y Europa. Uno de sus alumnos, Michael Christ, hoy profesor en la Universidad de California, comenta: "Sus clases eran claras pero poco pulidas, con ocasionales regresos y enmiendas... y finalmente comprendí que esas clases eran apenas bosquejadas de antemano, y que en esos momentos Calderón estaba repensando los teoremas en el pizarrón, invitándonos a hacerlo juntamente con él". Este testimonio habla de una amplia generosidad que le hacía compartir sin reticencias ideas e intuiciones con sus alumnos.
Se destacó como investigador y docente en el campo de la matemática pura, con resultados que tienen incidencia directa en la matemática aplicada. Es conocido por sus trabajos sobre la teoría de las ecuaciones diferenciales en derivadas parciales, y sobre los operadores definidos por integrales singulares. Este concepto su vez ha dado origen a la actual teoría de operadores pseudo diferenciales. También son importantes sus trabajos sobre la interpolación de operadores y sobre los problemas inversos. Las técnicas desarrolladas por Calderón son de importancia fundamental en el actual desarrollo del análisis armónico.
La colaboración iniciada por Zygmund y Calderón en 1948 rindió fruto en la Teoría Calderón-Zygmund de integrales singulares y duró más de tres décadas. Esta brillante colaboración es una reminiscente de la famosa colaboración de Hardy-Littlewood en la primera parte del siglo XX, pero con la característica típicamente americana de que los protagonistas en este caso eran inmigrantes brillantes de diferentes partes del mundo. El artículo de Calderón - Zygmund sigue siendo uno de los trabajos más influyentes de la historia moderna del análisis, el cual fundó las bases de la internacionalmente conocida "Escuela de Análisis de Calderón-Zygmund" (o Escuela de Análisis duro de Chicago), que desarrolló métodos con consecuencias de gran alcance en muchas áreas de las matemáticas. Un buen ejemplo es uno de sus primeros resultados conjuntos, el famoso  lema de descomposición Calderón-Zygmund, inventado para probar la "continuidad de tipo débil" de las integrales singulares de funciones integrables, que ahora es ampliamente utilizado a través de la teoría de probabilidad y análisis. El Seminario de Calderón-Zygmund ha sido y continúa siendo una importante tradición en la vida matemática del Eckhart Hall en la Universidad de Chicago.
En 1958 Calderón publicó uno de sus más importantes resultados, sobre la unicidad de solución al problema de Cauchy para ecuaciones diferenciales parciales. Con su supervisor de doctorado y mentor Antoni Zygmund formuló la teoría de Calderón-Zygmund sobre los operadores definidos por integrales singulares.
A mediados de los años sesenta la teoría de integrales singulares fue firmemente establecida gracias a las contribuciones de Calderón a la teoría de las ecuaciones diferenciales: su solución de la unicidad en el problema de Cauchy con álgebras de operadores integrales singulares, su reducción de problemas de valores en la frontera de ecuaciones elípticas a ecuaciones integrales singulares en la frontera (el método del proyector de Calderón), y el papel crucial que desempeñan las álgebras de integrales singulares (a través del trabajo del estudiante de Calderón, R. Seeley) en la demostración inicial del Teorema del Índice de Atiyah-Singer, véase también el comentario de Paul Malliavin. El desarrollo de operadores pseudo-diferenciales por Kohn - Nirenberg y Hörmander también debía mucho a Calderón y sus colaboradores R. Vaillancourt y J. Álvarez - Alonso. Pero Calderón insistió en que la atención debería centrarse en las álgebras de operadores integrales singulares con "kernels" no lisos para resolver los problemas reales planteados en la física y la ingeniería, donde la falta de suavidad es una característica natural. Esto dio lugar a lo que hoy se conoce como el "programa de Calderón", cuyos primeros logros importantes incluyen: Estudio seminal de Calderón de "la integral de Cauchy en curvas Lipschitz", y la demostración de Calderón de la acotación del "primer conmutador". Estos trabajos provocaron un frenesí de actividad entre otros matemáticos en las siguientes décadas; véase también el documento más tarde publicado por los hermanos Calderón y el Comentario por Y. Meyer. El trabajo pionero de Calderón en la teoría de interpolación abrió todo un nuevo campo de investigación, Véase también el comentario de Charles Feffermann y Elías M. Stein, y en la teoría ergódica, su papel elemental, pero fundamental (véase también el comentario por Donald L. Burkholder, y) formuló un principio de transferencia que reduce la demostración de las desigualdades maximales para sistemas dinámicos abstractos al caso del sistema dinámico de los números enteros.

## Muerte
Calderón falleció el 16 de abril de 1998, a la edad de 77 años, en el Northwestern Memorial Hospital de Chicago. Su fallecimiento, fue ampliamente difundido en artículos de revistas especializadas y periódicos de prestigio internacional como el New York Times. A diez años de su fallecimiento, el matemático y periodista Adrián Paenza, comentó: "Se lo puede poner al nivel de Albert Einstein por los trascendente de sus descubrimientos, en especial la teoría Calderón-Zygmund y su desarrollo del análisis armónico. Es el matemático argentino de la historia".

## Honores
Calderón perteneció a diversas academias de ciencia en varios países, en Argentina de la Academia Nacional de Ciencias Exactas, Físicas y Naturales de Buenos Aires; en Estados Unidos de la Academia de Artes y Ciencias de Boston, de la Academia Nacional de Ciencias de Washington y en España de la Real Academia de Ciencias de Madrid, y la Real Academia Española. Es distinguido como "Doctor Honoris Causa" por las Universidades de Buenos Aires, Autónoma de Madrid, Ohio State y de Technion en Israel. Obtuvo gran cantidad de premios por su trabajo incluyendo el Premio Bôcher Memorial en 1975, el Premio Wolf en 1989, la mayor distinción a nivel científico de Estados Unidos, la Medalla Nacional de Ciencia en 1991 y el Premio Konex de Platino en 1983 y 1993.
En 2007, la Asociación Internacional de Problemas Inversos (IPIA) instituyó el Premio Calderón, nombrado en honor a Alberto P. Calderón, y que se otorga a "investigadores que han hecho contribuciones distinguidas en el campo de los problemas inversos en sentido amplio".